# Plenty Enuff
Plenty Enuff ist eine 1997 gegründete Schweizer Ska- und Reggaeband aus Schaffhausen. 

## Geschichte
Gegründet wurde die Band von Gitarrist Philipp Albrecht, Drummer René Albrecht und Bassist Christoph Lenz. Im Jahr 2000 stiess dann der Sänger Christian Erne dazu. 2005 wird ihre erste LP „Schauermärchen“ veröffentlicht. Sie treten häufig in der Ostschweiz auf und hatten 2005 Auftritte am Open Air Langmatt und am OpenAir St. Gallen. Christoph Lenz ist ursprünglich Ire und war bei der Gründung der Einzige, der gut Englisch sprechen konnte. Sie nannten sich daher zuerst „Plenty enough“ und änderten später die Schreibweise auf „Plenty Enuff“.
Die englischen und deutschen Texten handeln meistens von politischen Themen.

## Stil
Sie selbst bezeichnen ihre Musik als „Roots Rebel Ska“: Eine Mischung aus traditionellem Ska und Reggae-orientiertem Sound. Dieser Stil unterscheidet sich manchmal markant vom Ska. Zum Beispiel greift Plenty Enuff fast ausschliesslich auf Moll-Tonleitern zurück. Auch gibt es prägnante Einflüsse von Soul und Jazz.
Nach ihrer Auflösung 2008 gründeten Philipp und Réne Albrecht und Dave Aro die Band Min King.

## Diskografie
- Roots Rebel Ska (2003)
- Schauermärchen (Februar 2005, Leech Records)
- Random Walk (April 2007, Leech Records)